# Tadeusz Marcinkowski (lekarz)

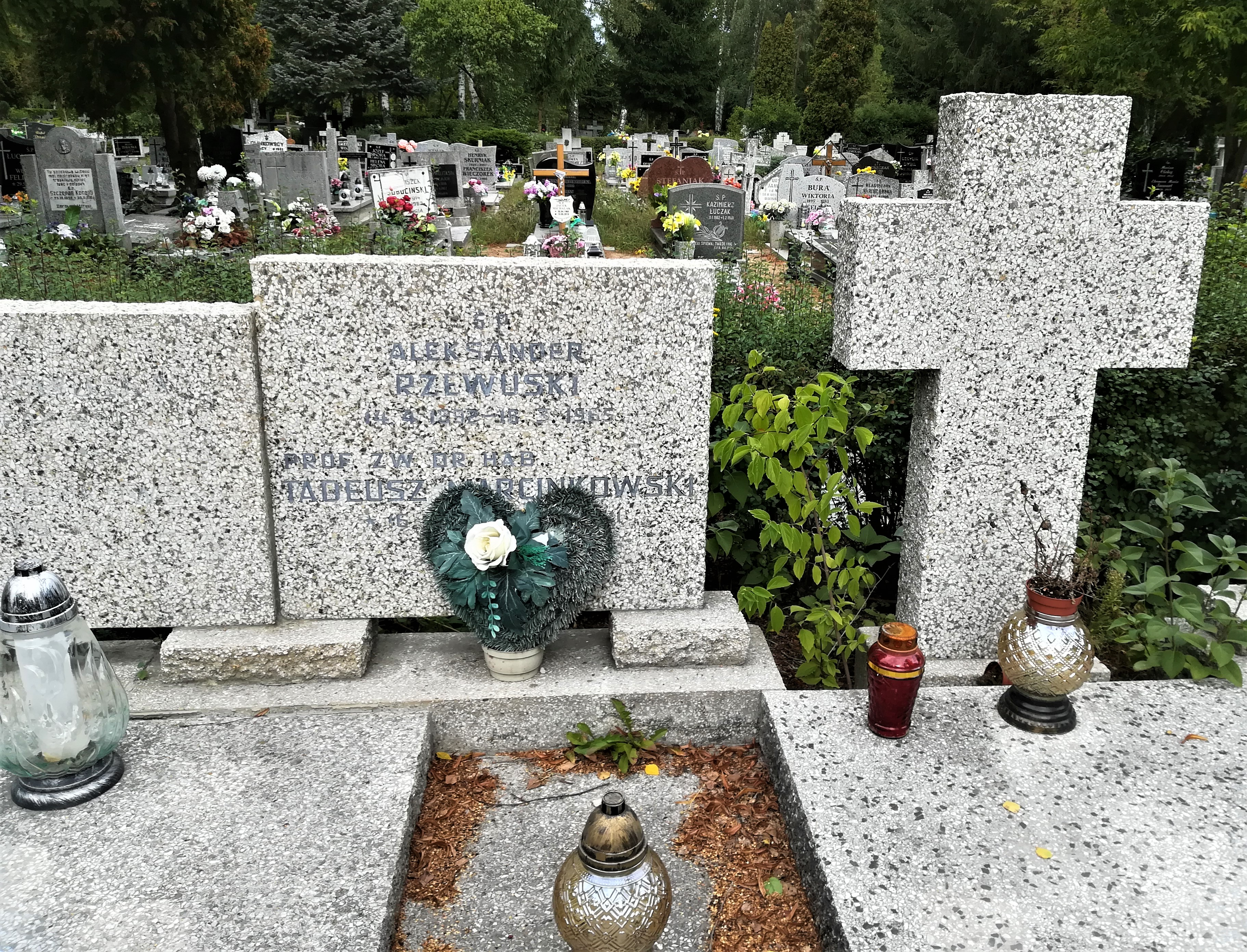
Grób na Cmentarzu Junikowo w Poznaniu

Tadeusz Marcinkowski (ur. 16 października 1917, zm. 8 listopada 2011) – polski profesor nauk medycznych.

## Życiorys
W 1945 ukończył studia medyczne na Wydziale Lekarskim Uniwersytetu Poznańskiego, a w 1952 studia filozoficzne na Uniwersytecie Jagiellońskim. W 1949 obronił pracę doktorską, otrzymując doktorat, natomiast w 1974 uzyskał habilitację za pracę dotyczącą o skutkach cieplnego działania wystrzału z broni małokalibrowej na powierzchni kości. W 1979 otrzymał tytuł naukowy profesora zwyczajnego nauk medycznych.
Pracował w Zakładzie Medycyny Sądowej na Wydziale Lekarskim Pomorskiej Akademii Medycznej w Szczecinie. Był recenzentem dwóch prac doktorskich, oraz promotorem dwóch kolejnych prac doktorskich.

## Odznaczenia
- Złoty Krzyż Zasługi
- Odznaka Grunwaldzka
- Krzyż Kawalerski Orderu Odrodzenia Polski
- Medal Komisji Edukacji Narodowej[3].